# Estación subterránea
Las estaciones subterráneas son estaciones ferroviarias que están situadas en túneles de ferrovías, bajo nivel de tierra. La mayoría son estaciones de ferrocarriles metropolitanos, debajo de los centros de las grandes ciudades.
Las estaciones soterradas más grande del mundo son la estación de Châtelet - Les Halles, en París, y la Estación Central de Bruselas.

## Estaciones subterráneas singulares
- Estación de Rådhuset (Metro de Estocolmo)

- Estación de Kievskaya (Metro de Moscú)

- Estación de Arts et Métiers (Metro de París)

- King's Cross-Saint Pancras (Metro de Londres)

- Estación Olaias (Metro de Lisboa)

- Estación Gare Centrale (Metro de Bruselas)

- Estación City Hall (Metro de Nueva York)

- Estación Universidad de Chile (Metro de Santiago)

- Estación 9 de Julio (Subte de Buenos Aires)

- Estación Universidad (Tren Urbano de San Juan)

- Estación Tacubaya (Metro de la Ciudad de México)

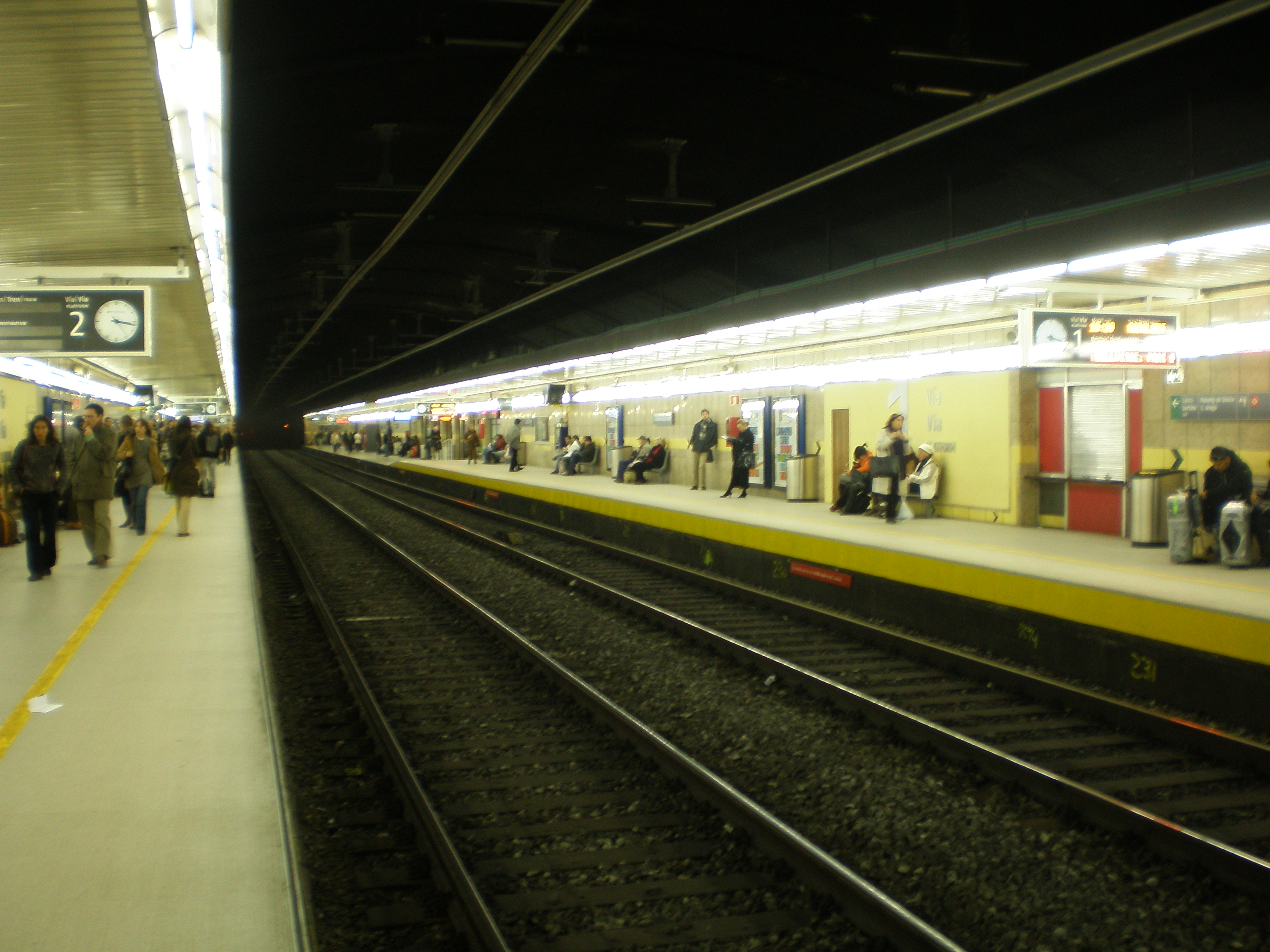
Estación de Paseo de Gracia, Metro de Barcelona
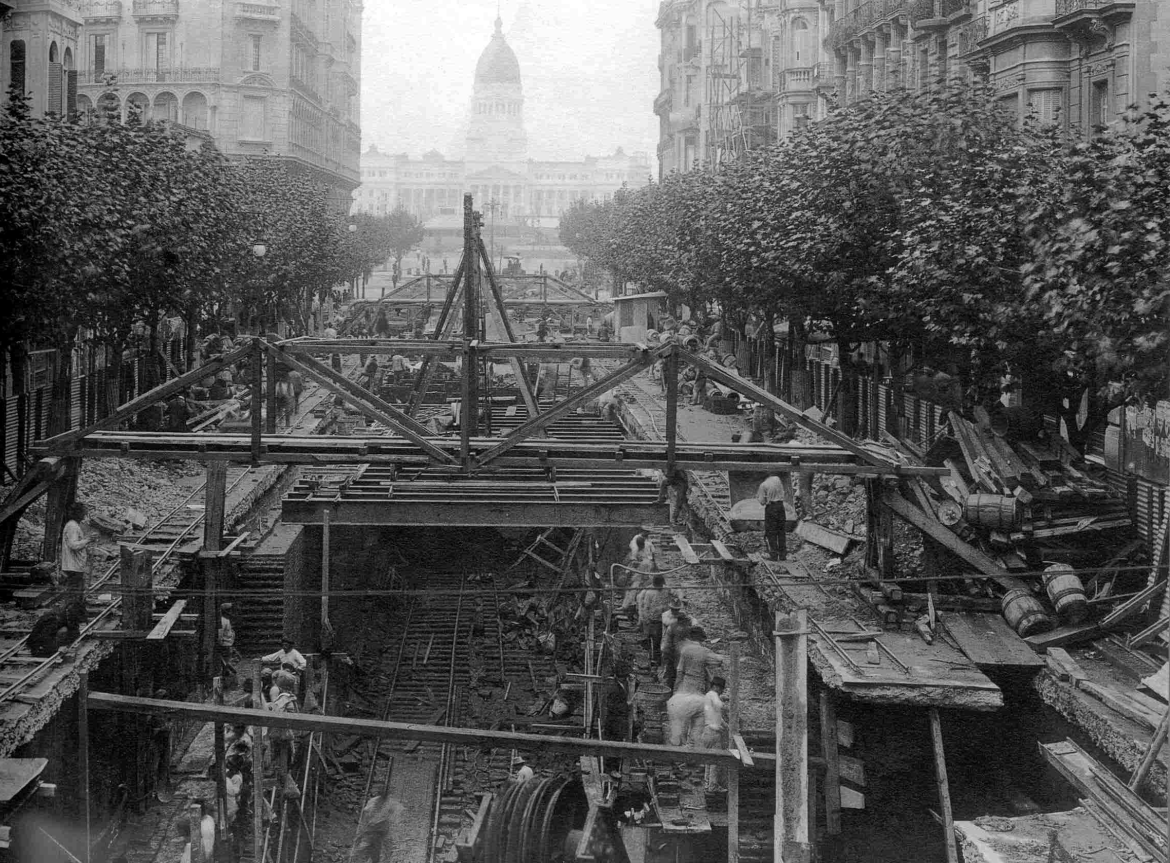
Construcción en 1912 de la línea A bajo la Avenida de Mayo, a la altura de la estación Sáenz Peña en Buenos Aires
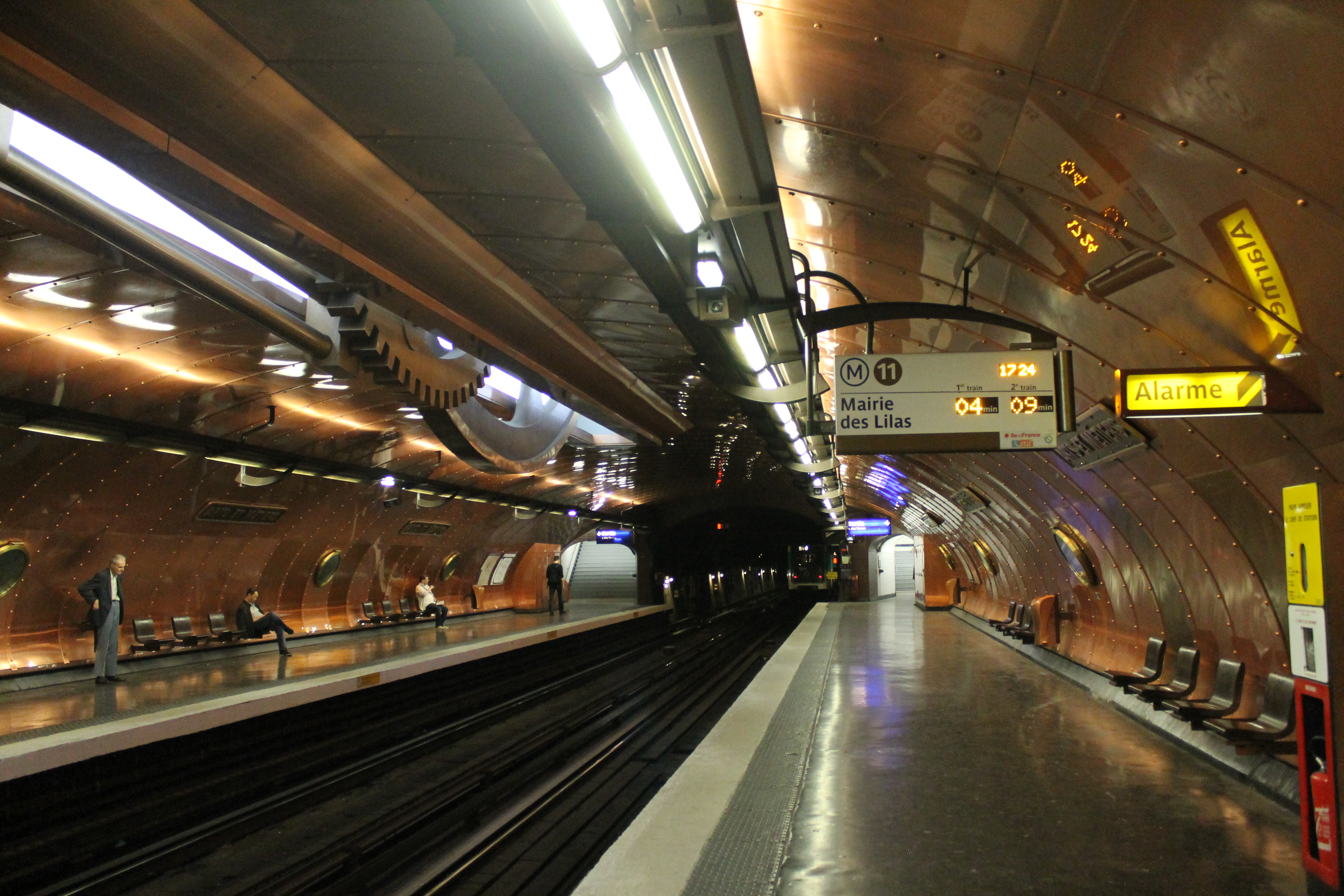
Estación de Arts et Métiers del Metro de París. La estación fue rediseñada en un estilo steampunk
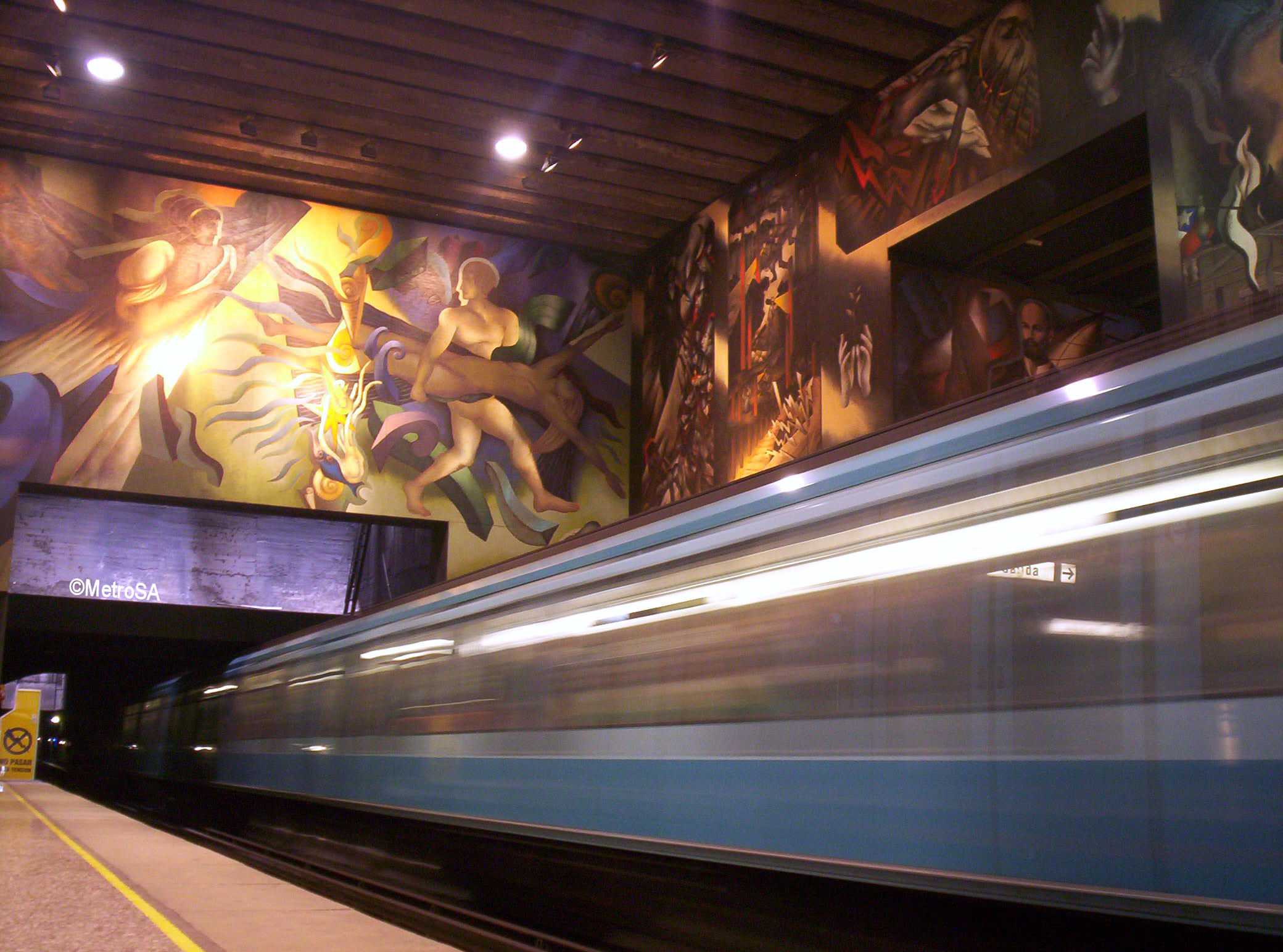
Estación Universidad de Chile del Metro de Santiago. Cuenta con un mural llamado «Memoria Visual de una Nación»

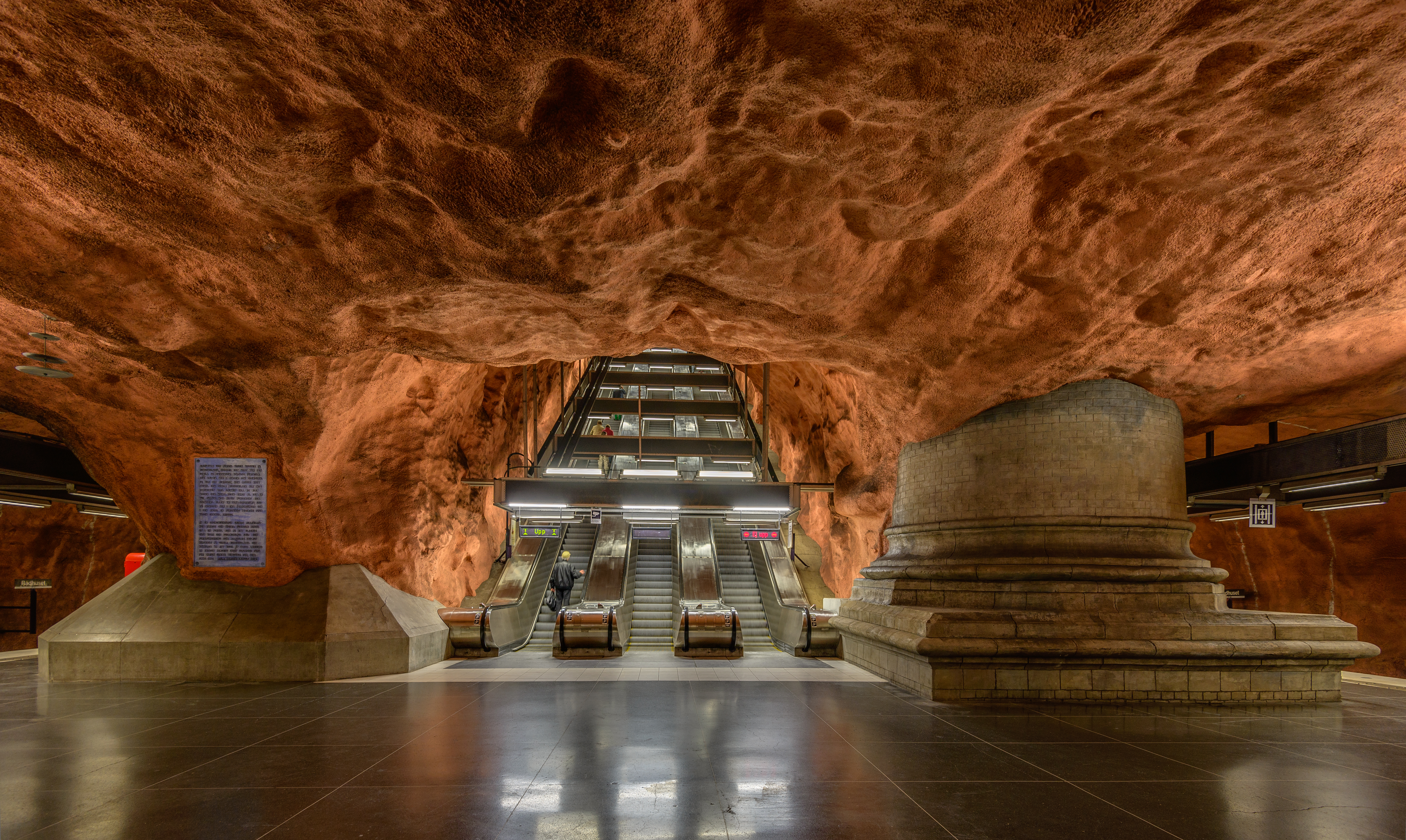
Estación Rådhuset, Metro de Estocolmo
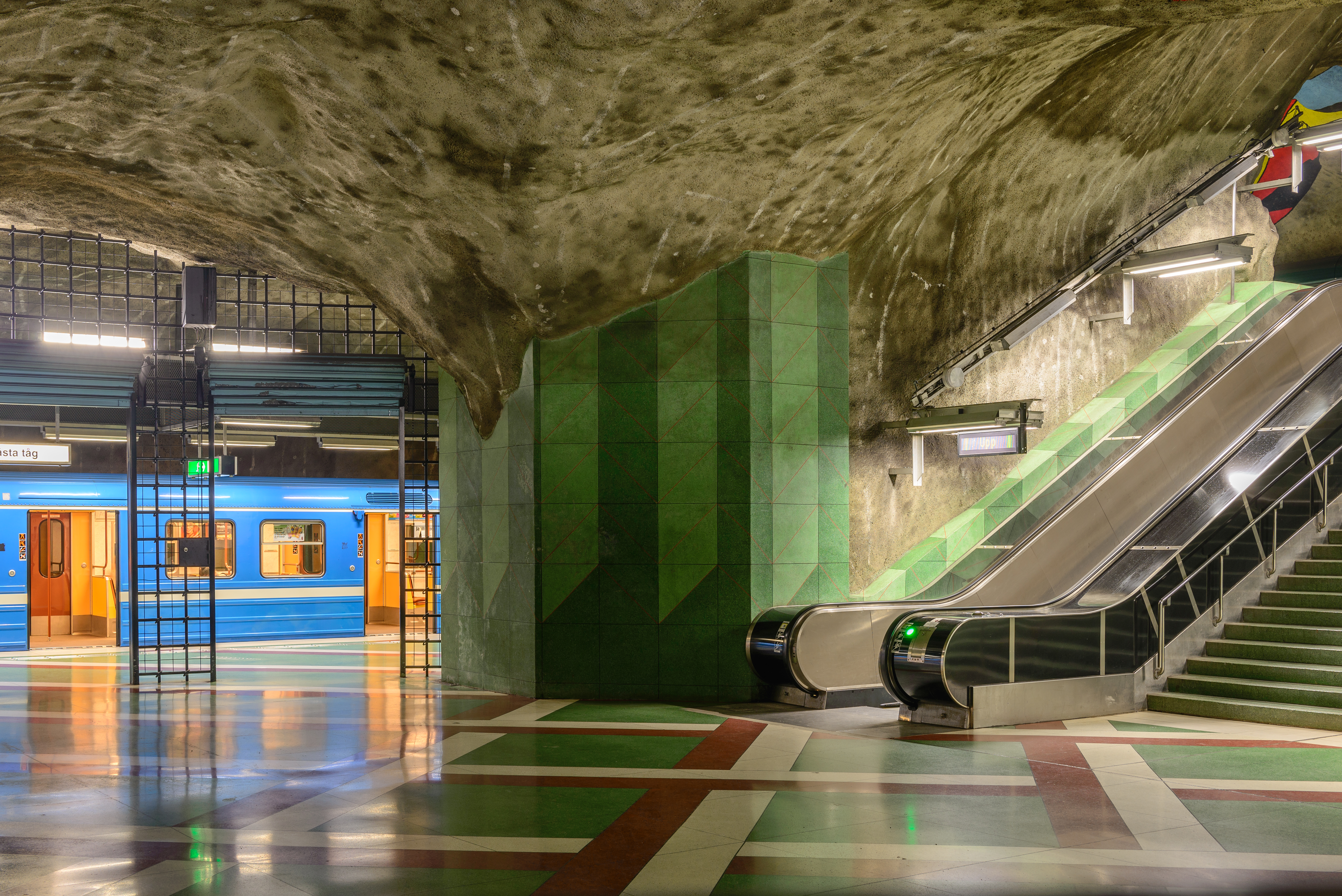
Estación Kungsträdgården del Metro de Estocolmo
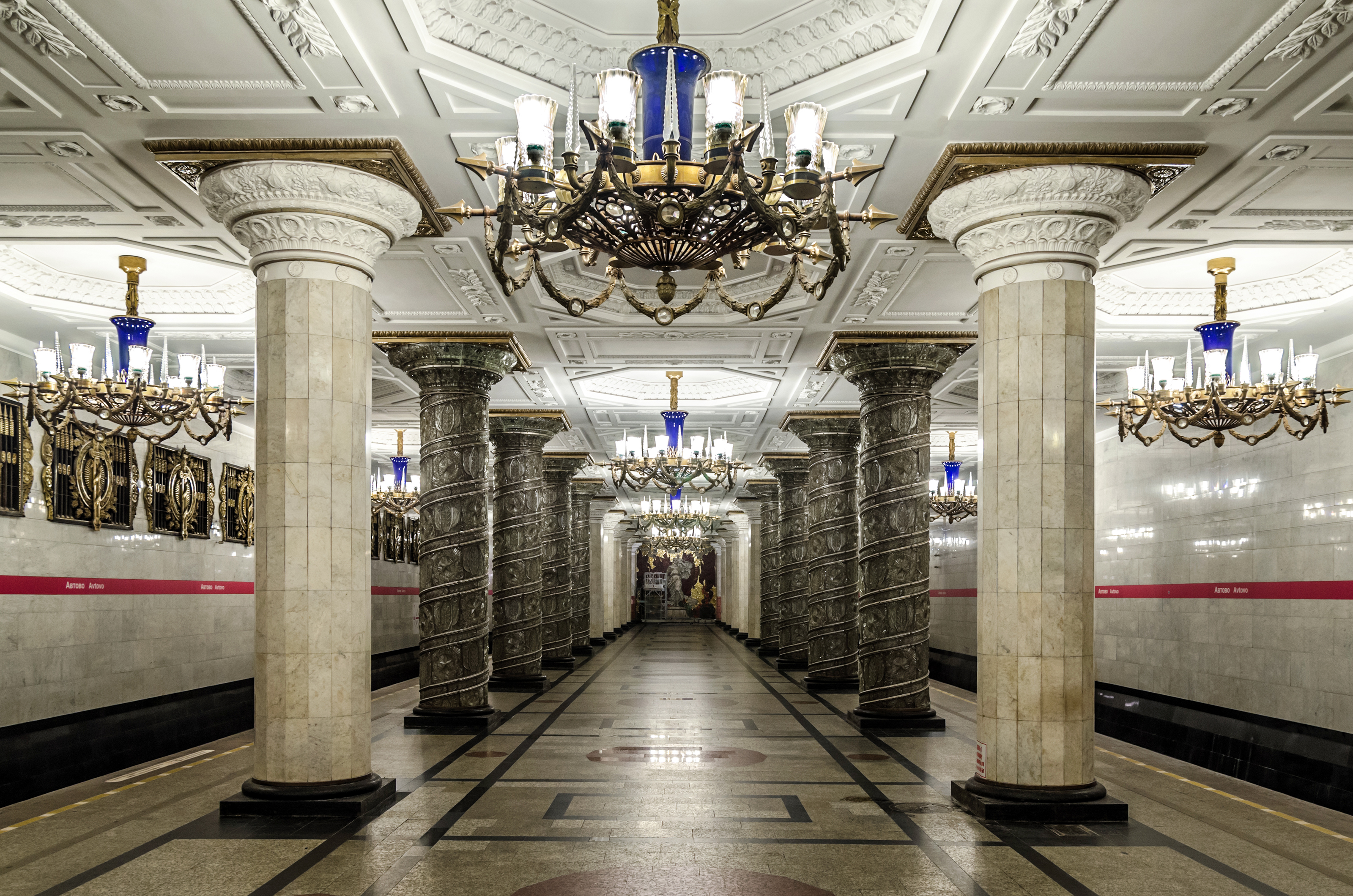
Estación Avtovo, Metro de San Petersburgo. Este diseño altamente ornamentada se construyó utilizando el método de corte y cubierta
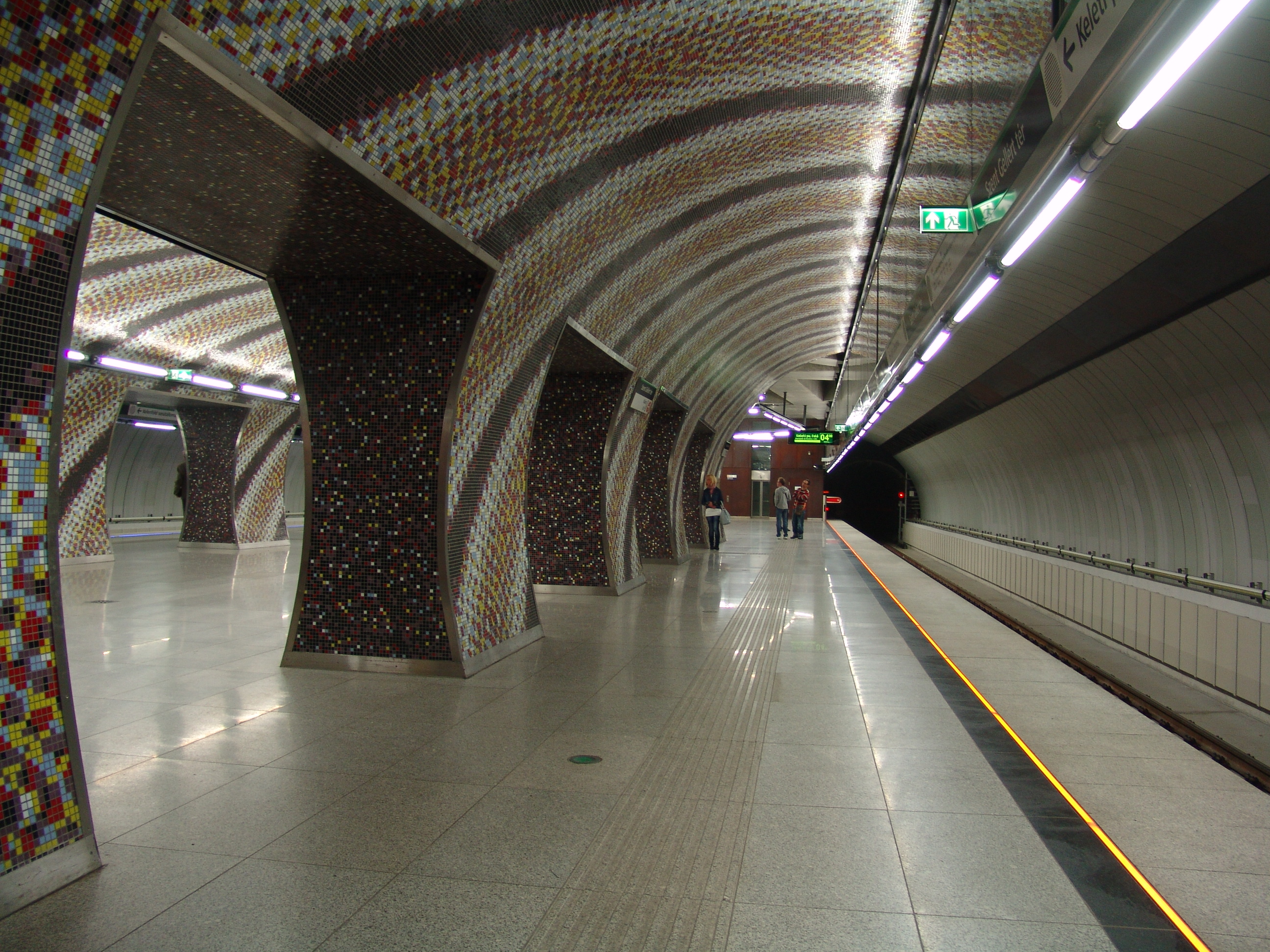
Estación Szent Gellért tér del Metro de Budapest

### Anexos al artículo
- Ferrocarril subterráneo